# Paradicula setifer
 Paradicula setifer és un peix teleosti de la família dels soleids i de l'ordre dels pleuronectiformes.

## Distribució geogràfica
Es troba a les costes de l'oest del Pacífic Central.